# Tania Raymonde
Tania Raymonde (Tania Raymonde Helen Katz) (Los Angeles (Californië), 22 maart 1988) is een Amerikaans actrice.
Haar eerste grote rol was als Cynthia Sanders in de tv-serie Malcolm in the Middle tussen 2000-2003, gevolgd door haar rol als Alex Rousseau in ABC's Lost van 2006 tot 2010.
In 2002 speelde ze in de film Children on Their Birthdays en in 2003 speelde ze Lauren O'Keefe in de sitcom The O'Keefes. In de loop der jaren verscheen zij in verschillende tv-series als Providence, The Brothers Garcia, The Nightmare Room, That's So Raven, The Guardian, Medium, Malcolm in the Middle, Death Valley en NCIS.
Zij verscheen ook in de films The Garage (2006), The Other Side of the Tracks (2008), Japan (2008), Chasing 3000 (2008) en Elsewhere (2009). Zowel in een aflevering van The Cleaner, als in een aflevering van CSI:New York speelde ze een gastrol. Ze heeft een terugkerende rol als laborant Franky in seizoen 6 van Cold Case.
Daarnaast was ze te zien in videoclips van Maroon 5 "Won't Go Home Without You" in 2007 en Cursive "I Couldn't Love You" in 2009.
In 2006 schreef en regisseerde ze de korte film Cell Division. Deze film viel in de prijzen op het Fort Lauderdale International Film Festival.
In 2009 had ze een kortstondige relatie met acteur Jeff Goldblum, met wie ze speelde in de laatste aflevering (171) van Law and Order: Criminal Intent als de dochter van een terrorist van de voormalige Baader-Meinhof-groep.
Tania Raymondes moeder is Française, en zij spreekt naast Engels vloeiend Frans.
- Gemeinsame Normdatei: 111431238X
- International Standard Name Identifier: 0000 0000 7238 0138
- Library of Congress Control Number: no2009160067
- Virtual International Authority File: 101492091
- WorldCat: E39PBJcGm7HVCkpYvQCgpqW7HC